# Northend (Warwickshire)
Northend – wieś w Anglii, w hrabstwie Warwickshire. Leży 17 km na południowy wschód od miasta Warwick i 116 km na północny zachód od Londynu.